# Luigi Calamatta

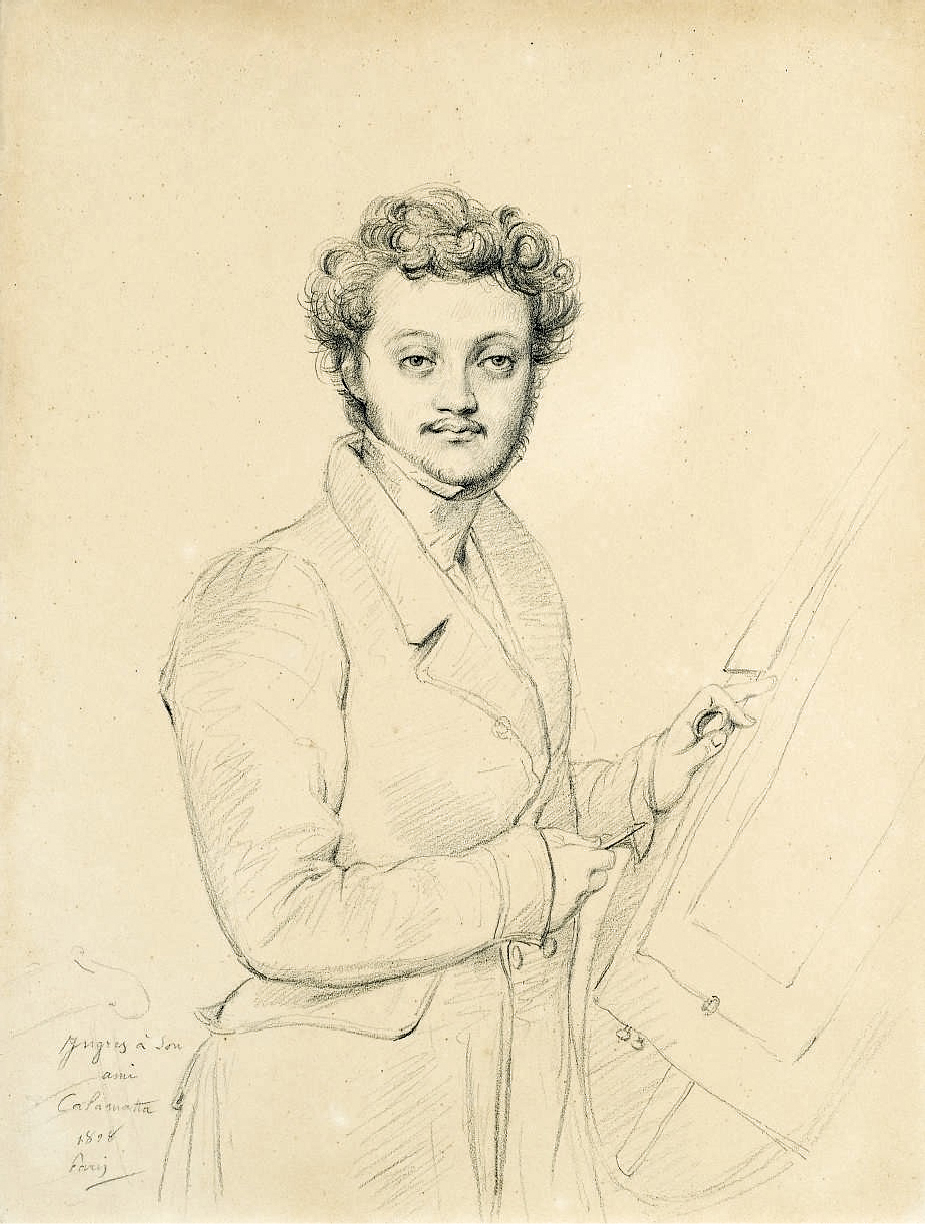
Luigi Calamatta
(Ingres, 1828)

Luigi Calamatta (Civitavecchia, 21 giugno 1801 – Milano, 8 marzo 1869) è stato un incisore italiano.

## Biografia
Nipote e figlio un ingegnere portuale, fu la madre, proveniente da una famiglia di banchieri impoveriti, a trasmettergli la passione delle Belle Arti. Rimasto orfano da piccolo, fu educato e iscritto dallo zio alla scuola delle arti nell'Ospizio San Michele a Roma, dove imparò a disegnare; tra i suoi maestri ebbe un ruolo fondamentale Ricciani che lo dissuase anche dall'idea di farsi prete. A causa della propria indisciplina, fu espulso dal collegio nel 1820.
Il maestro Marchetti lo aiutò ad eseguire le prime opere, ma fu importante la sua esperienza di lavoro parigina ed anche il suo viaggio in Germania e nei Paesi Bassi effettuati dopo il 1822.
Nel 1840 sposò Josephine Raoul-Rochette, figlia di un noto archeologo francese dalla quale ebbe una figlia, Marcellina o Lina, che sposò Maurizio Dudevant, il figlio di George Sand.
Partecipò ai moti rivoluzionari parigini del 1848.
Nel 1860 fu nominato direttore dell'Accademia di Brera a Milano per insegnare l'arte dell'incisione.
L'opera più conosciuta di Calamatta è il bulino tratto dalla Gioconda, che ricevette la medaglia d'oro nel 1855 all'Esposizione universale di Parigi. Alcune sue opere note, eseguite durante i suoi soggiorni italiani, sono le incisioni della Beatrice Cenci di Guido Reni e della Madonna della Seggiola di Raffaello; la Francia aveva una copia della Madonna della Seggiola, che restituì all'Italia del Regno nel 1863.
Nel 1857 Calamatta fu nominato membro dell'Accademia dei Virtuosi al Pantheon e l'anno dopo dell'Accademia di San Luca. Divenne anche Cavaliere onorario dell'Ordine dei Santi Maurizio e Lazzaro di Firenze. Sono questi gli anni del suo rientro in Italia precisamente a Roma, dove il 9 di marzo 1858 depositò il suo brevetto per l'acciaiatura dei rami; nel mese di ottobre dello stesso anno impiantò l'acciaiatura del rame alla Camerale del Vaticano e donò con atto notarile la privativa della durata di 15 anni all'amico Pietro Mancion. Calamatta fu un notevole inventore. Come tutti gli incisori si interessò con profitto alla fotografia.
L'8 marzo 1869 morì a Milano nella sua abitazione di via Ciovasso n. 11. La salma fu tumulata nel Cimitero Monumentale di Milano l'11 marzo 1869. Il 27 agosto 1885 la salma venne trasferita al Comune di Civitavecchia, che ne aveva fatto richiesta al Comune di Milano.